# Nuu-chah-nulth
I Nuu-chah-nulth (/nuːˈtʃɑːnʊlθ/;
Nuučaan̓uł: /nuːt͡ʃaːnˀuɬ/),
anteriormente designati anche come Nootka, Nutka, Aht, Nuuchahnulth o Tahkaht, sono uno dei Popoli indigeni della Costa del Nord-ovest Pacifico in Canada. Il termine Nuu-chah-nulth è usato per descrivere quindici tribù imparentate la cui patria tradizionale è sulla costa ovest dell'Isola di Vancouver.
Nei periodi prima del contatto e in quelli iniziali dopo il contatto con i popoli bianchi, il numero delle tribù era molto maggiore, ma il vaiolo e altre conseguenze del contatto ebbero come conseguenza la scomparsa di alcuni gruppi e l'assorbimento di altri nei gruppi vicini. I Nuu-chah-nulth sono imparentati con i Kwakwaka'wakw, gli Haisla e i Nitinaht. La lingua nuu-chah-nulth fa parte del gruppo linguistico wakashan. Anche i Makah nella parte nord-ovest dello stato di Washington erano storicamente parlanti wakashan.

## Storia

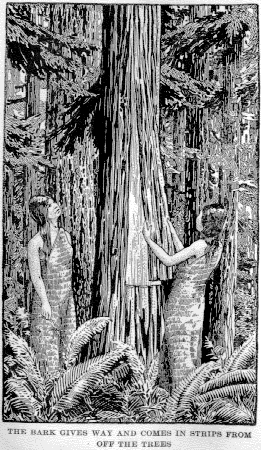
Creazione del tessuto di corteccia di cedro

Quando James Cook incontrò per la prima volta gli abitanti del villaggio a Yuquot nel 1778, essi gli diedero le indicazioni per "fare il giro" (la parola nuu-chah-nulth nuutkaa significa "girare intorno") con la sua nave fino al porto. Cook lo interpretò come il nome nativo per l'insenatura chiamata Baia di Nootka (Nootka Sound). Il termine fu applicato anche agli abitanti indigeni dell'area.
Nel 1978, le tribù della parte occidentale dell'Isola di Vancouver scelsero il termine Nuu-chah-nulth (nuučaan̓uł, che significa "tutto lungo le montagne"), come termine collettivo di identificazione. Questo atto era il culmine dell'alleanza forgiata nel 1967 tra queste tribù al fine di presentare una voce politica unitaria nei rapporti con il governo e la società canadese. I Makah della parte nord-occidentale dello stato di Washington, localizzati sulla Penisola Olimpica nella loro riserva, sono strettamente imparentati con i Nuu-chah-nulth.
I Nuu-chah-nulth furono tra i primi popoli del Pacifico a nord della California a incontrare gli Europei, che navigavano nella loro area per commercio. La competizione tra la Spagna e il Regno Unito per il controllo del Nootka Sound condusse a un'aspra contesa internazionale intorno al 1790, chiamata la crisi di Nootka. Essa fu risolta sulla base della convenzione di Nootka degli anni 1790, quando la Spagna acconsentì ad abbandonare le sue pretese esclusive sulla costa pacifica settentrionale. I negoziati per risolvere la contesa furono condotti sotto l'egida e l'ospitalità di Maquinna, un potente capo dei Nuu-chah-nulth Mowachaht.
Alcuni anni dopo, Maquinna e i suoi guerrieri catturarono la nave mercantile americana Boston nel marzo 1803. Lui e i suoi uomini uccisero il capitano e tutti i membri dell'equipaggio tranne due, che tennero come schiavi. Dopo aver ottenuto la libertà, uno dei due, John R. Jewitt, scrisse un classico racconto di prigionia sui suoi quasi tre anni con i Nuu-chah-nulth e sulla sua riluttante assimilazione nella loro società. Questo libro del 1815 si intitola Narrative of the Adventures and Sufferings of John R. Jewitt, Only Survivor of the Crew of the Ship Boston, during a Captivity of Nearly Three Years among the Savages of Nootka Sound: With an Account of the Manners, Mode of Living, and Religious Opinions of the Natives ("Narrazione delle avventure e delle sofferenze di John R. Jewitt, unico sopravvissuto dell'equipaggio della nave Boston, durante una prigionia di quasi tre anni tra i selvaggi della Baia di Nootka: con un resoconto delle usanze, modi di vita e opinioni religiose dei nativi").
Nel 1811 la nave mercantile Tonquin fu fatta esplodere nella Baia di Clayoquot. Tla-o-qui-aht e i suoi avevano attaccato la nave per vendicarsi di un insulto del capitano della nave. Il capitano e quasi tutto l'equipaggio furono uccisi e la nave abbandonata. Il giorno successivo i guerrieri risalirono a bordo della nave vuota per recuperarla. Tuttavia, un membro dell'equipaggio nascosto diede fuoco alla santabarbara della nave e l'esplosione risultante uccise molti nativi. Solo un membro dell'equipaggio, un pilota/interprete ingaggiato dalla vicina nazione Quinault, scampò per raccontare l'accaduto.
Dal primo contatto con gli esploratori europei fino al 1830, più del 90% dei Nuu-chah-nulth morirono in conseguenza di epidemie malattie infettive, particolarmente la malaria e il vaiolo. Gli Europei portarono queste malattie endemiche, ma le Prime Nazioni non avevano alcuna immunità contro di esse. L'alto tasso di mortalità aumentò il turbamento sociale e il tumulto culturale risultante dal contatto con gli Occidentali. All'inizio del XX secolo, la popolazione era stimata a 3 500 unità.

## Tribù

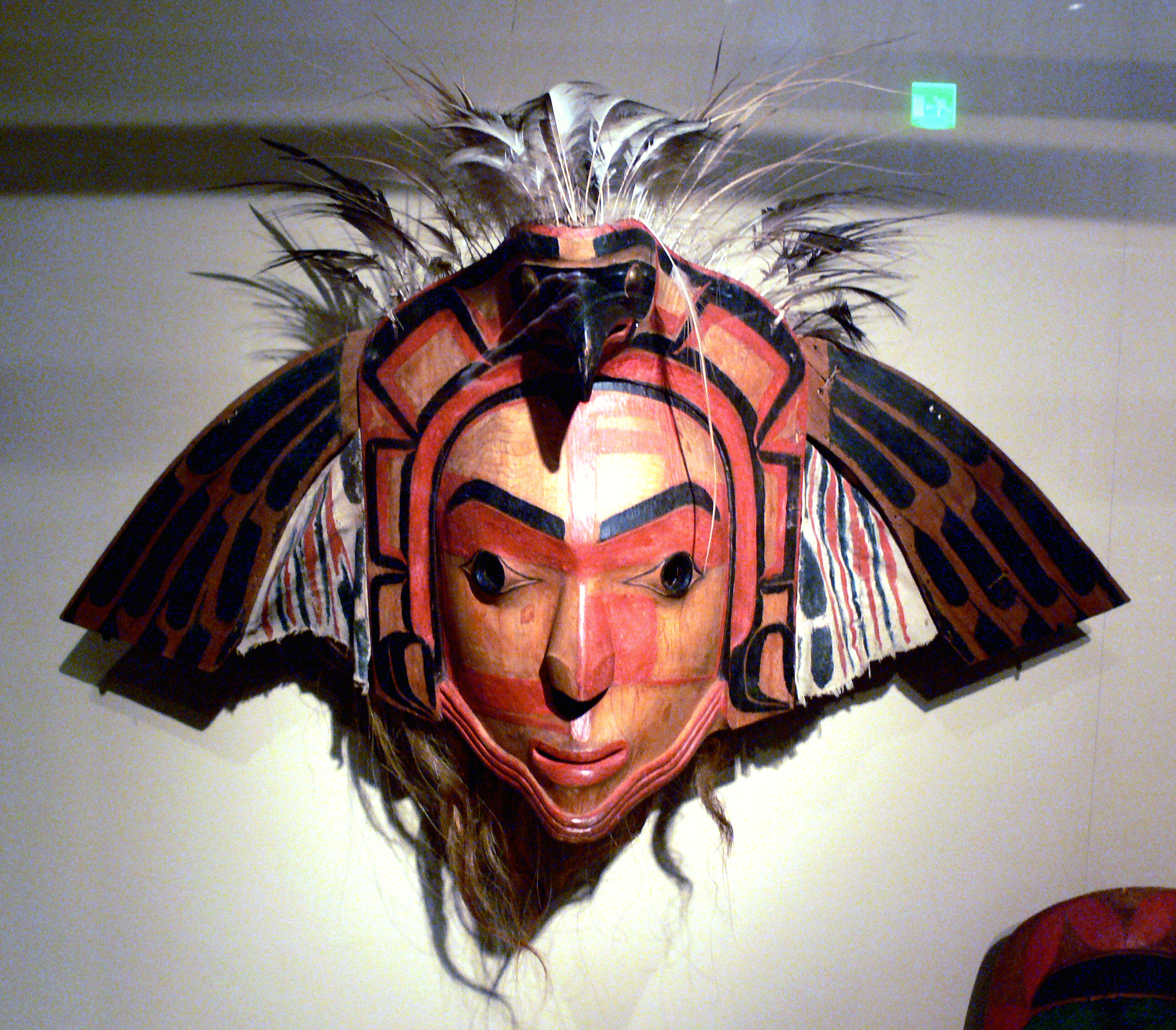
Maschera di aquila nootka con ali mobili, Museo etnologico, Berlino, Germania

Nel XX secolo i governi riconosciuti delle bande nuu-chah-nulth sono:
1. Prima Nazione Ahousaht (popolazione oltre 2 000), formata dalla fusione delle bande Ahousaht e Kelsemaht, Manhousaht, Qwatswayiaht e Bear River nel 1951;
2. Prima Nazione Ehattesaht (popolazione 294)
3. Prima Nazione Hesquiaht (popolazione 653)
4. Prima Nazione Kyuquot/Cheklesahht (popolazione 486)
5. Prime Nazioni Mowachaht/Muchalaht (popolazione 520), anteriormente la banda Nootka;
6. Prima Nazione Nuchatlaht (popolazione 165)
7. Prima Nazione Huu-ay-aht (anteriormente Ohiaht) (popolazione 598)
8. Prima Nazione Hupacasath (anteriormente Opetchesaht) (256)
9. Prime Nazioni Tla-o-qui-aht (anteriormente Clayoquot) (popolazione 881)
10. Prima Nazione Toquaht (popolazione 117)
11. Prima Nazione Tseshaht (popolazione 1 002)
12. Prima Nazione Uchucklesaht (popolazione 181)
13. Prima Nazione Ucluelet (popolazione 606)

La popolazione totale per le 13 tribù della nazione nuuchahnulth è di 8 147, secondo il Registro indiano del Consiglio tribale nuuchahnulth del febbraio 2006.
La Prima Nazione Ditidaht (popolazione 690), benché politicamente e culturalmente affiliata ai Nuu-chah-nulth, è considerata indipendentemente. In aggiunta, la Prima Nazione Pacheedaht non è politicamente affiliata al Consiglio tribale nuu-chah-nulth.

## Cultura

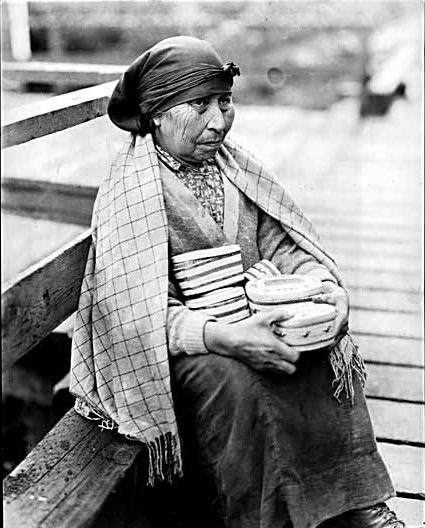
Una donna nuu-chah-nulth vende cesti nella Baia di Nootka negli anni 1930

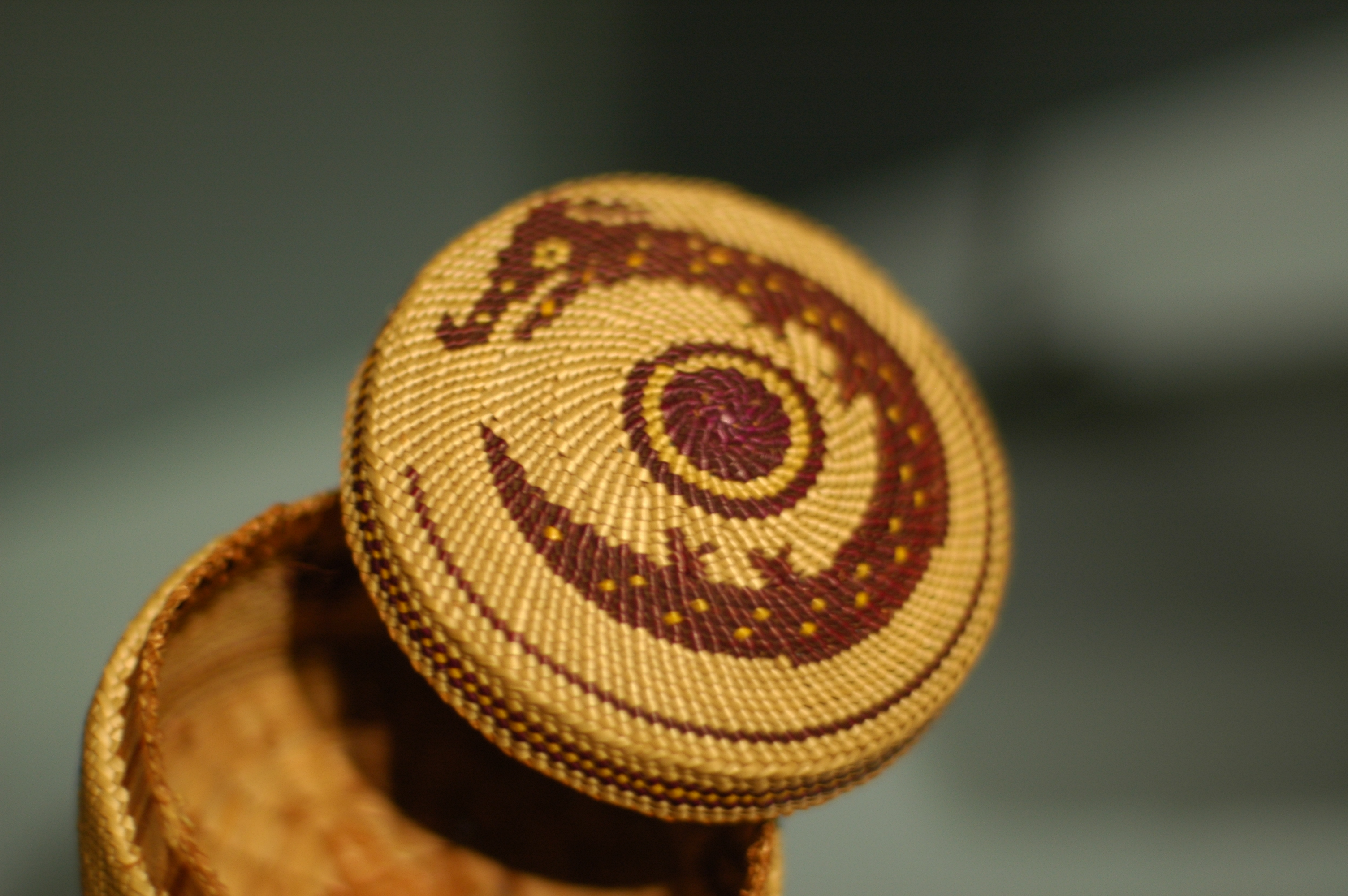
Cesto Nuu-chah-nulth largo circa cinque centimetri

I Nuu-chah-nulth erano uno dei pochi popoli indigeni sulla Costa pacifica che cacciassero le balena. La caccia alle balene è essenziale per la cultura e della spiritualità nuu-chah-nulth. Essa si riflette nelle storie, nei canti, nei nomi, nelle discendenze familiari e in numerosi toponimi in tutti i territori nuu-chah-nulth. 
Forse il più famoso manufatto nuu-chah-nulth è il Santuario dei balenieri di Yuquot, una struttura rituale simile a una casa usata nei preparativi spirituali per la caccia alle balene. Composto da una serie di pali commemorativi raffiguranti figure di spiriti e le ossa degli antenati balenieri, è conservato nel Museo americano di storia naturale di New York, essendo stato portato là da Americani europei. È stato il soggetto del film The Washing of Tears ("Il lavacro delle lacrime"), diretto da Hugh Brody. Racconta la riscoperta delle ossa e di altri manufatti nel museo e gli sforzi della Prima Nazione Mowachaht, gli originali proprietari del santuario, che hanno chiesto di riottenere questi manufatti sacri.

### Cibo
Il salmone è sempre stato una parte importante della dieta del popolo nuu-chah-nulth. Essi tradizionalmente mangiano vari animali di terra, uccelli acquatici e pesci. Le donne raccoglievano piante commestibili, noci, frutti come bacche e altre risorse.
In uno sforzo di far rivivere le diete tradizionali, il Consiglio tribale e le sedici tribù nuu-chah-nulth hanno scritto ricette in un libro di cucina di cibi selvatici tradizionali. Il libro di 90 pagine, intitolato Čamus si focalizza sulle ricette tradizionali e gli ingredienti stagionali provenienti dalla costa occidentale dell'Isola di Vancouver e dalla parte settentrionale dello stato di Washington. Esso esplora la cucina delle Prime Nazioni e aggiunge consigli di cucina, osservazioni culturali e aneddoti della storia orale. 
In tal modo, Čamus illustra un modo di mangiare tradizionale mentre promuove uno stile di vita sano, allineandosi ai principi del movimento slow food, che è cresciuto in questi anni fino a includere 80.000 membri in oltre 100 paesi. Si tratta di un importante retaggio culturale, che lega profondamente le Prime Nazioni della costa occidentale dell'Isola di Vancouver e della parte settentrionale dello stato di Washington nel trattamento rispettoso dei prodotti tradizionali dei loro territori.

### Potlatch
I Nuu-chah-nulth e altre culture del Nord-ovest Pacifico sono famose per le loro cerimonie potlatch, in cui chi ospita onora gli invitati con doni generosi. Il termine 'potlatch' è in definitiva una parola di origine nuu-chah-nulth. Lo scopo del potlatch è molteplice: redistribuzione della ricchezza, mantenimento e riconoscimento dello status sociale, cementare alleanze, la celebrazione e solennizzazione del matrimonio e la commemorazione di importanti eventi.